# Physalis melanocystis
Physalis melanocystis är en potatisväxtart som först beskrevs av Robinson, och fick sitt nu gällande namn av Friedrich August Georg Bitter. Physalis melanocystis ingår i släktet lyktörter, och familjen potatisväxter. Inga underarter finns listade i Catalogue of Life.